# Love Touch
Love Touch è un singolo del 1986 del cantante rock britannico Rod Stewart, scritto da Gene Black, Holly Knight e Mike Chapman, estratto dall'album Every Beat of My Heart.
Ha raggiunto la sesta posizione della Billboard Hot 100 ed è stato utilizzato nei titoli di coda della commedia romantica di Robert Redford Pericolosamente insieme (Legal Eagles), quindi è sovente descritta con il sottotitolo "Theme from Legal Eagles" (pur non comparendo formalmente nell'album della colonna sonora del film).
La canzone è l'appello di un uomo che ha litigato con la sua amata, ma si scusa e chiede un'altra possibilità di "fare il bravo".

## Classifiche
| Classifica (1986)                | Posizione massima |
| -------------------------------- | ----------------- |
| Australia                        | 12                |
| Austria                          | 12                |
| Canada                           | 7                 |
| Germania                         | 14                |
| Irlanda                          | 8                 |
| Italia                           | 19                |
| Nuova Zelanda                    | 17                |
| Regno Unito                      | 27                |
| Stati Uniti                      | 6                 |
| Stati Uniti (adult contemporary) | 5                 |
| Stati Uniti (mainstream rock)    | 26                |
| Svezia                           | 11                |
| Svizzera                         | 13                |